# Ebru Ceylan
Ebru Ceylan (nom complet Ebru Ceylan Uygurtaş) (Ankara, 26 de maig de 1987) és una jugadora de voleibol turca. Va iniciar la seva carrera profissional a İller Bankası SK (2005-2012) i va jugar també als equips com a Çankaya Belediyesi ANKAspor de Çankaya, Ankara (2012-13), Arkas d'Esmirna (2013-2014), Çanakkale Belediyespor de Çanakkale (2014-2017), Bolu Belediyespor de Bolu (2017-2018). Des del 2019 juga amb TED (Kolej) d'Ankara. Està casada amb Murat Uygurtaş des de 22 d'agost de 2012. Ebru Ceylan també juga voleibol platja.
En una entrevista confesa que les seves companyes de voleibol l'anomenen Ceylan (Gasela), Kanguru (Cangur) i Prenses (Principessa), i que ella prefereix l'ultim sobrenom.